# Fußball-Zentralasienmeisterschaft 2018
Die Fußball-Zentralasienmeisterschaft 2018 (offiziell: 2018 CAFA Championship) war als die erste Austragung des Turniers in der Zeit vom 8. bis zum 16. Oktober 2018 in Taschkent, der Hauptstadt Usbekistans, vorgesehen. Jedoch fanden in diesem Zeitraum im Rahmen des Turniers ohne weitere Begründung des Verbandes keine Spiele statt.

## Vorgesehener Modus
Sechs Mannschaften aus Zentralasien sollten um den Titel des Zentralasienmeisters spielen. Da alle Verbandsmitglieder automatisch zugelassen waren, gab es keine Qualifikation. Die sechs teilnehmenden Mannschaften sollten in zwei Gruppen mit jeweils drei Mannschaften eingeteilt werden, wo die Mannschaften jeweils einmal gegeneinander spielen sollten. Die beiden Gruppensieger und Zweitplatzierten hätten das Halbfinale, die Gewinner der Halbfinalspiele das Finale erreicht.

## Vorgesehene Nationen
Folgende Nationen waren bei der ersten Ausrichtung der Zentralasienmeisterschaft als Teilnehmer vorgesehen:
- Usbekistan (Gastgeber)
- Afghanistan
- Iran
- Kirgisistan
- Tadschikistan
- Turkmenistan